# 안나 베리엔달
안나 베리엔달(Anna Bergendahl, 1991년 12월 11일 ~ )은 스웨덴의 가수이다. 유로비전 송 콘테스트 2010에 스웨덴 대표 참가자이다.

## 음반 목록
- Yours Sincerely' (2010)
- Something to Believe In (2012)